# Konrad Christoph Babst
Konrad Christoph Babst (russisch Конрад Христофор Бабст; * 23. Julijul. / 3. August 1790greg. in Riga; † nach 1852 in Orenburg) war ein russischer Schriftsteller und Offizier der Kaiserlich Russischen Armee.

## Leben
Babsts Eltern waren der deutschbaltische adlige Kaufmann Christoph Conrad Babst und seine Frau Anna Catharina geborene Berens. Babst studierte Medizin an den Universitäten Göttingen (1808 und 1810) und Jena. Dann trat er in den Dienst der Kaiserlich Russischen Armee.
Babst nahm als Adjutant Peter von der Pahlens am Französisch-Russischen Krieg 1812 und am anschließenden Sechsten Koalitionskrieg teil. Er wurde 1817 Stabsrittmeister im Garde-Jäger-Regiment zu Pferde und 1827 Oberstleutnant im Kasaner Dragoner-Regiment. Schließlich wurde er in das Orenburger Grenzkorps versetzt.
Babst wurde Treuhänder des 6. und 9. Baschkirischen Kantons. Im Oktober 1838 wurde er zum Oberst befördert. Dann kam er in das separate Orenburger Korps. Im Juni 1844 wurde er zum Kommandanten der Festung Ilezk ernannt. Im Januar 1852 wurde er wegen Krankheit in den Ruhestand versetzt.
Von Jugend an beschäftigter sich Babst mit Literatur. Bekannt wurde er durch seine geschichtlichen Werke. Auch schrieb er über seine Dienstzeit im Jäger-Regiment und an der asiatischen Grenze in Orenburg.
Babsts Sohn Iwan wurde Historiker und Politökonom, während Alexander die Offizierslaufbahn einschlug und Generalmajor und Militärrichter am Moskauer Militärbezirksgericht wurde.

## Werke
- Albert von Appeldern, Bischof von Liefland, und Peter der Große, Czaar von Rußland, eine historische Skizze, durch die Säkulärfeier der hundertjährigen russischen Herrschaft veranlasst und niedergeschrieben (Göttingen 1810)
- Lacedämon und Attica im peloponnesischen Kriege nach Tucydides (Riga 1812)
- Attila, le fléau du cinquième siècle (St. Petersburg 1812)
- Quelques idées sur le service des chasseurs à cheval (Riga 1817)
- Skizzen von der asiatischen Grenze aus dem vorigen Jahrhundert, Mitteilungen aus den Briefen eines Rigensers (herausgegeben von Bernhard von Hollander, in: Ill. Beilage zur Rigaer Rundschau, 1903 Nr. 10 folgende)
- Tagebücher aus den Jahren 1811–1818 (Manuskripte, 1912 im Besitz von Bernhard von Hollander)

## Ehrungen
- Russischer Orden der Heiligen Anna IV. Klasse (1813)
- preußischer Orden Pour le Mérite (1813)[4]
- Orden des Heiligen Wladimir IV. Klasse mit Schleife (1814)
- Russischer Orden des Heiligen Georg IV. Klasse (1842)